# Paravulsor impudicus
Paravulsor impudicus là một loài nhện trong họ Ctenidae.
Loài này thuộc chi Paravulsor. Paravulsor impudicus được Cândido Firmino de Mello-Leitão miêu tả năm 1922.